# Tatjana Iwanowna Ustinowa
Tatjana Iwanowna Ustinowa (russisch Татьяна Ивановна Устинова; * 1913 in Aluschta, Krim, Russisches Reich; † 6. September 2009 in Vancouver, Kanada) war eine sowjetische Geologin und Entdeckerin der Dolina Geiserow (Tal der Geysire) auf Kamtschatka.

## Leben
Nach Abschluss ihres Studiums an der Universität Charkow arbeitete Ustinowa im Ilmen-Naturreservat im südlichen Ural. 1940 wurde sie mit ihrem Mann Juri Awerin in das Kronozki-Biosphärenreservat nach Kamtschatka versetzt. Im April 1941 entdeckte sie dort, begleitet durch den Führer Anisifor Pawlowitsch Krupenin, das Tal der Geysire.
Ustinowa blieb bis 1946 auf Kamtschatka, um das Tal der Geysire zu erforschen. Danach arbeitete sie in Kischinjow (Moldauische SSR). 1951 wurde ihr Buch Geysire Kamtschatkas (Гейзеры Камчатки) in einer Auflage von 20.000 Exemplaren veröffentlicht.
1989 reiste Ustinowa aus der Sowjetunion nach Kanada aus, um bei ihrer älteren Tochter Tatjana und deren Mann, dem Komponisten Nikolai Korndorf zu leben. Dort starb sie im September 2009 im Alter von 96 Jahren. In ihrem Testament wünschte sich Ustinowa, dass ihre Asche im Tal der Geysire beigesetzt wird.